# Cassinelle
Cassinelle és un municipi situat al territori de la província d'Alessandria, a la regió del Piemont, (Itàlia).
Limita amb els municipis de Cremolino, Molare, Morbello i Ponzone.
Pertanyen al municipi la frazione de Bandita.

## Galeria fotogràfica

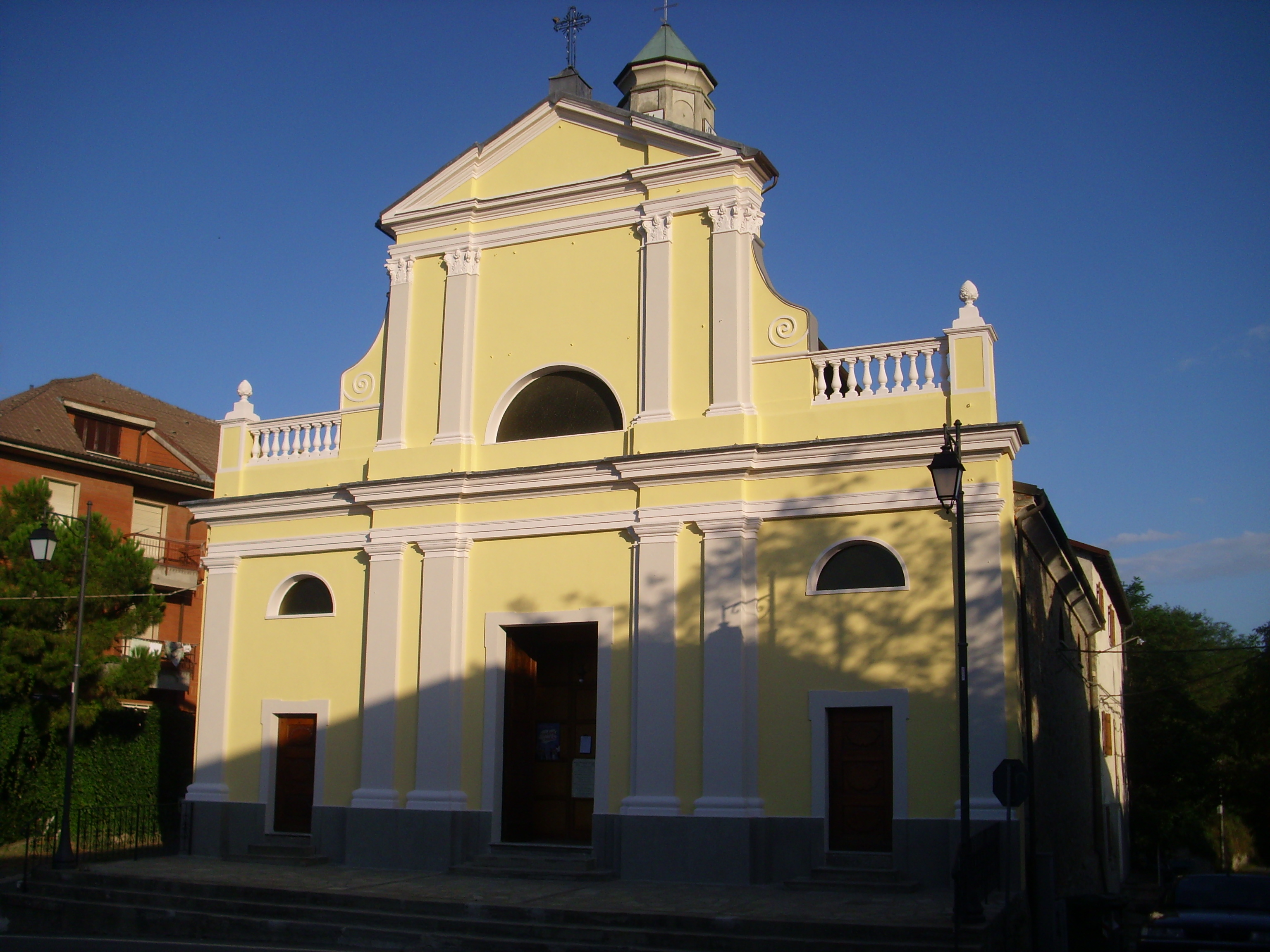
Església de Sant Defendente
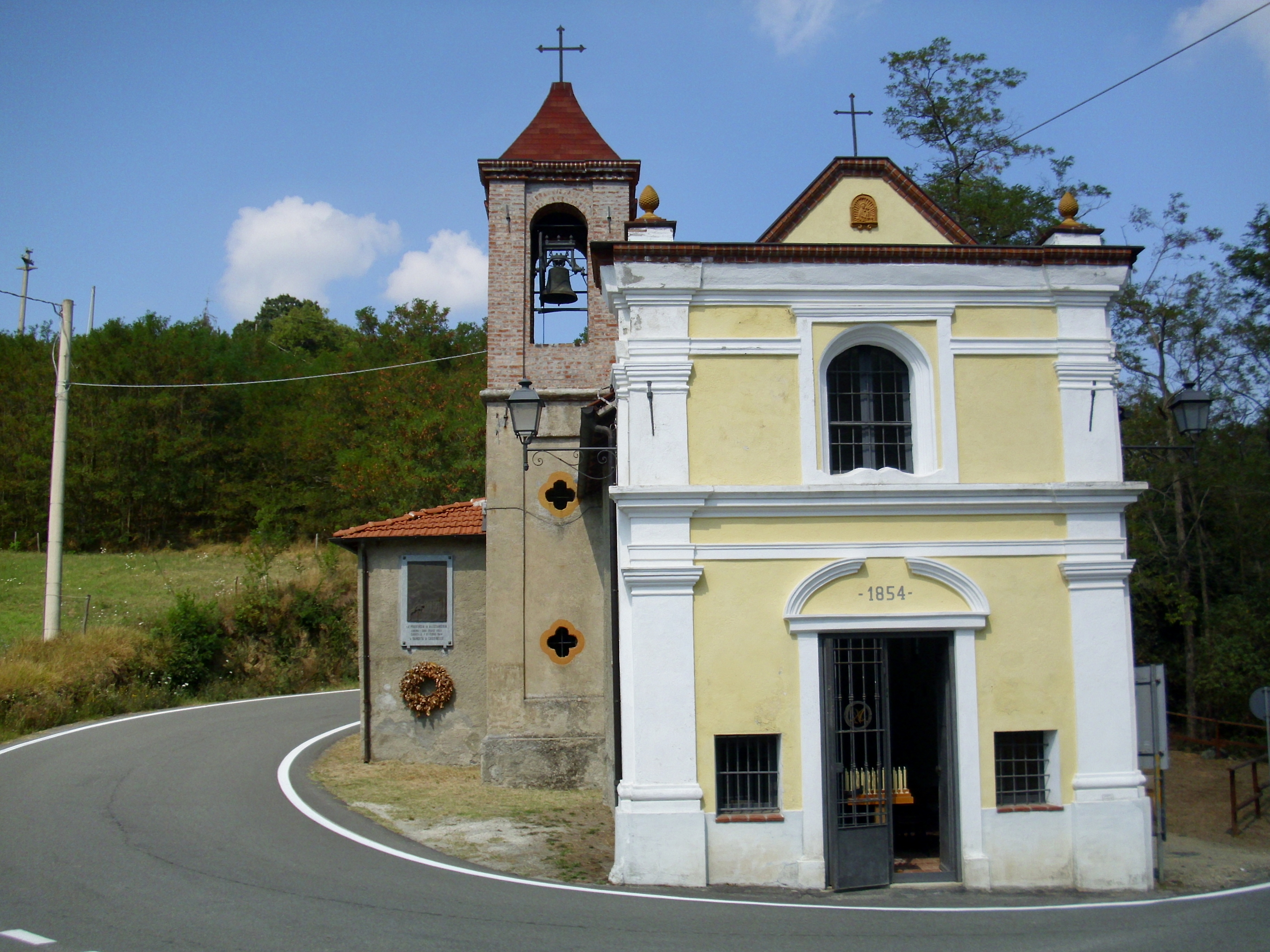
Església de la Madonnina
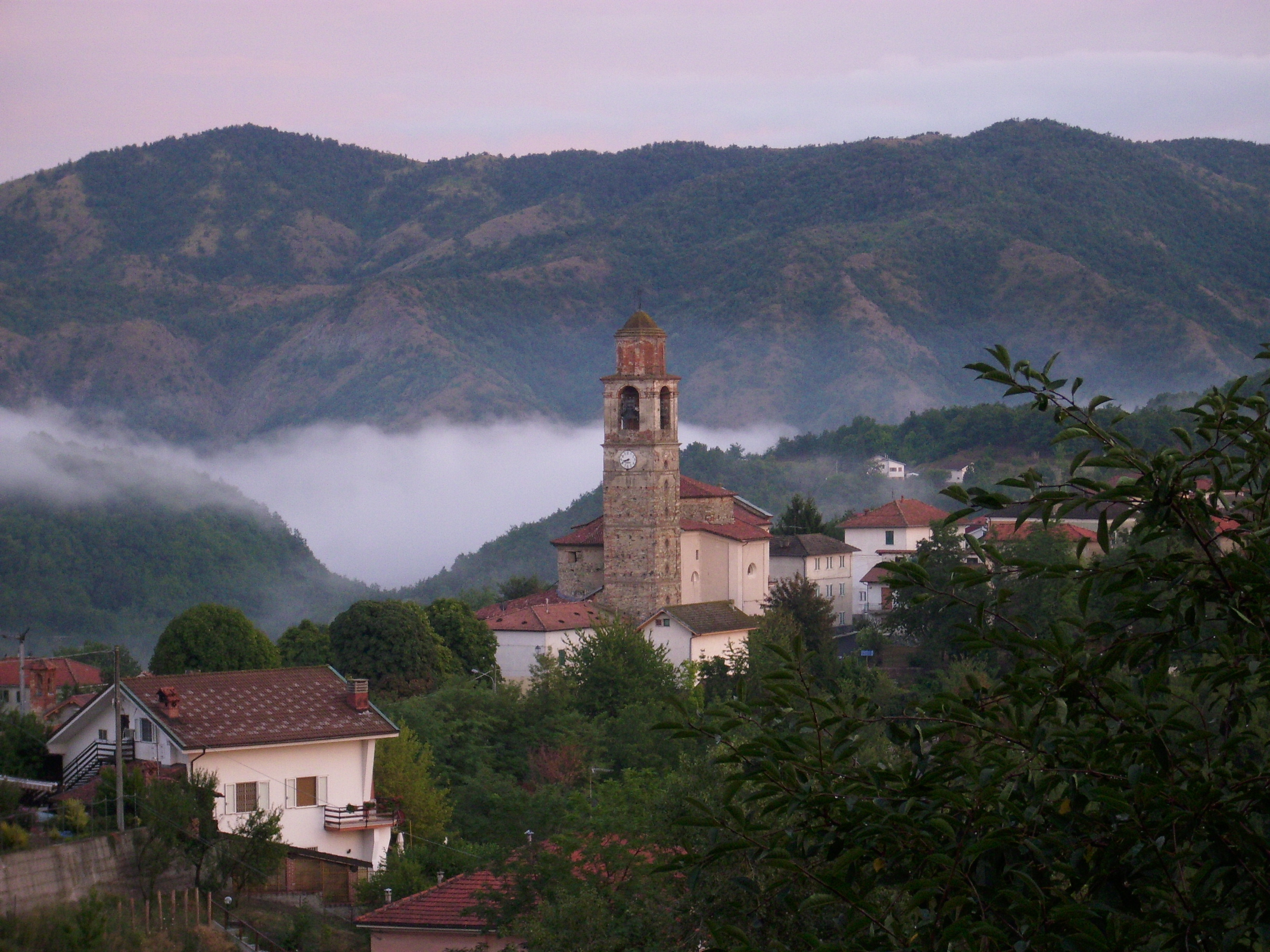
Església de la Santa Croce
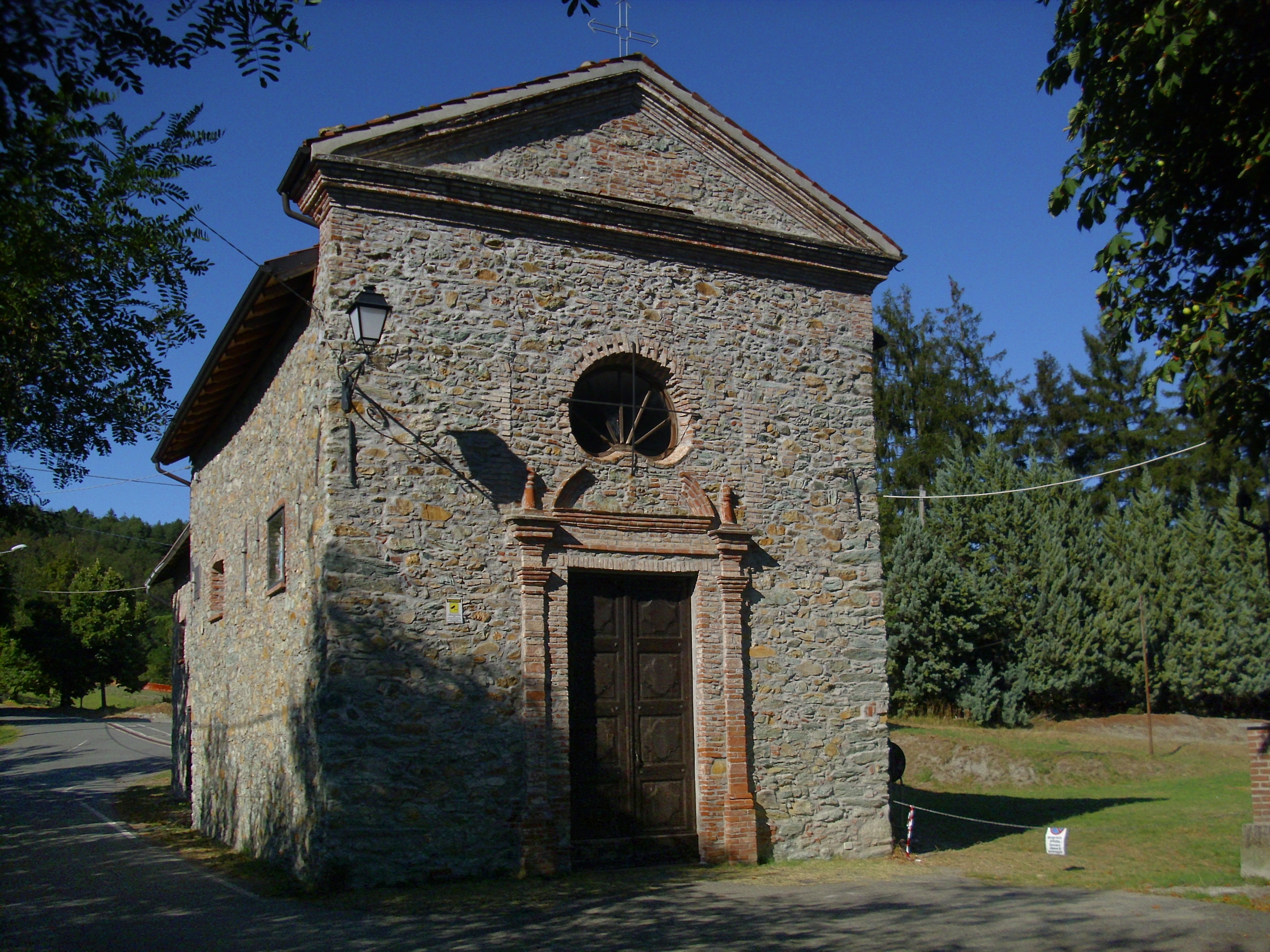
L'oratori de Sant Roc